# Byggmax
Byggmax AB er en svensk byggemarkedsvirksomhed. Virksomheden blev etableret i 1993 og består i dag af 127 varehuse i Sverige, 45 i Norge, 9 i Finland og 5 i Danmark.

## Danmark
I Danmark har Byggmax varehuse i Næstved, Køge, Slagelse, Hillerød og Vejle.